# トマス・ペラム＝ホリス (初代ニューカッスル公爵)
初代ニューカッスル＝アポン＝タイン公爵及び初代ニューカッスル＝アンダー＝ライン公爵トマス・ペラム＝ホリス（英語: Thomas Pelham-Holles[ˈpɛləm ˈhɒlɪs], 1st Duke of Newcastle-upon-Tyne and 1st Duke of Newcastle-under-Lyne, KG PC FRS, 1693年7月21日 - 1768年11月17日）は、イギリスの政治家、貴族。
ホイッグ党に所属し、ロバート・ウォルポールや弟ヘンリー・ペラムの政権の閣僚を務めた後、2期にわたって首相（在職：1754年3月16日 - 1756年11月16日、1757年7月2日 - 1762年5月26日）を務めた。首相在任中はフレンチ・インディアン戦争（北米大陸）や七年戦争（ヨーロッパ）などフランスとの戦争に追われた。
第1次内閣は庶民院における支持基盤が弱かったため、短期間で辞職に追い込まれた。第2次内閣は大ピットと組むことで庶民院の支持基盤を確立していたが、国王ジョージ3世の重臣ビュート伯爵ジョン・ステュアートに辞職に追い込まれた。そのため第二次内閣下野後、彼の派閥から議会政治擁護・反国王の野党勢力ロッキンガム侯爵派が形成されていく。

## 経歴

### 生い立ち
1693年7月21日、初代ロートンのペラム男爵トマス・ペラムとその妻グレース（第3代クレア伯爵ギルバート・ホリスの娘）の長男として生まれる。出生名はトマス・ペラムだった。
1711年7月に母方の伯父にあたる初代ニューカッスル＝アポン＝タイン公爵ジョン・ホリスが死去し、その遺領を相続した際にペラム＝ホリスの複合姓に改名した。
ウェストミンスター・スクールを経て1710年3月9日にケンブリッジ大学クレア・カレッジへ進学した。卒業はしなかったものの、古典学を少しかじっており、後年になってLL.D.の学位を授与され（1728年4月25日）、1737年7月にはケンブリッジ大学総長補佐(High Steward)に、1748年12月には総長に就任している。また、1719年に王立音楽アカデミー社に出資した。
1712年2月23日に父からロートンのペラム男爵位を継承した。ホイッグ党所属の貴族院議員となる。1714年にアン女王が死去するとハノーヴァー朝への支持を表明、ジョージ1世の即位にあたり同年10月19日に母方の祖父と同じくホートン子爵とクレア伯爵に叙された。また、同時期にミドルセックス統監（1714年）、ノッティンガムシャー統監（1714年）、サセックス海軍次官（1715年1月15日）など多くの名誉職に就任している。1715年ジャコバイト蜂起では政府側に立ち、弟ヘンリーとともに部隊を招集したため、1715年8月11日には伯父と同じニューカッスル＝アポン＝タイン公爵に叙された。

### 政界での昇進

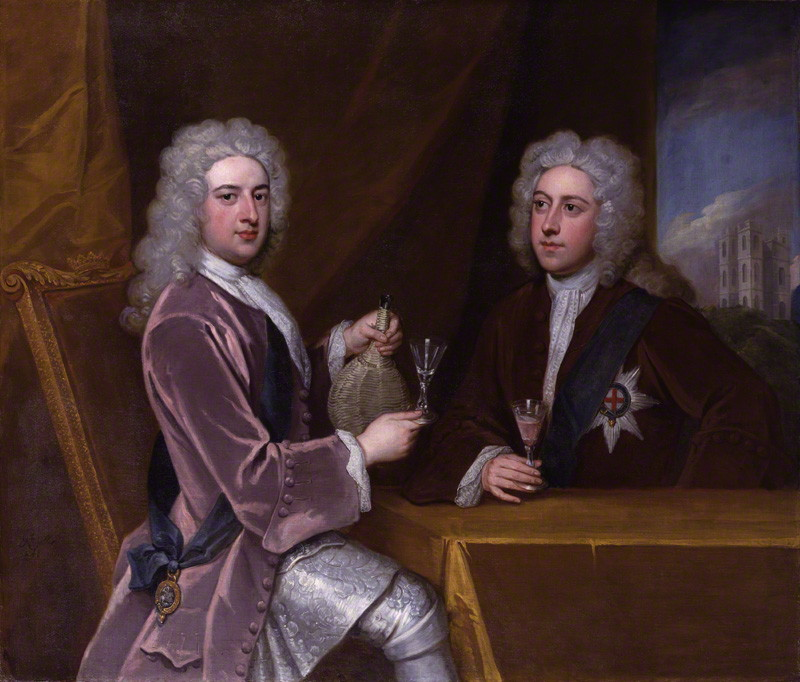
ニューカッスル公爵（左）と第7代リンカーン伯爵の肖像画。ゴドフリー・ネラー画、1721年頃。2人ともキット＝カット・クラブの会員であり、手に持つグラスはクラブの会合に使うものとされる。

異母姉エリザベス（1711年5月11日没）の夫第2代タウンゼンド子爵チャールズ・タウンゼンドが1713年にドロシー・ウォルポール（後の首相ロバート・ウォルポールの妹）と再婚したため、ニューカッスル公爵（結婚時点ではペラム男爵）とウォルポールが親しくなり、さらに1717年4月2日にニューカッスル公爵自身がヘンリエッタ・ゴドルフィン嬢（第2代ゴドルフィン伯爵フランシス・ゴドルフィンと第2代マールバラ女公爵ヘンリエッタ・チャーチルの娘）と結婚した。これにより、マールバラ女公爵の妹アンと結婚していた政界の重鎮第3代サンダーランド伯爵チャールズ・スペンサーとも親しくなった。ニューカッスル公爵自身の領地も25,000ポンドという莫大な地代収入が得られるものだったため、公爵の政界における影響力は無視できないものとなった。
政界入り直後はタウンゼンド子爵の派閥に属したが、1717年のホイッグ党分裂期でサンダーランド伯爵の派閥に移り、同年に宮内長官と枢密顧問官に任命された。王太子ジョージ・オーガスタスの長男ジョージ・ウィリアムが1717年11月に洗礼を受けたとき、国王ジョージ1世により名親に指名され、洗礼式の後に王太子に侮辱されるという事件がおこった（ジョージ・ウィリアム・オブ・グレートブリテンを参照）。1718年4月30日、ガーター勲章を授与された。
1724年4月に南部担当国務大臣カートレット男爵が首相ロバート・ウォルポールによって解任された後、その後任として南部担当国務大臣に任じられ、同時に宮内長官を辞任した。この際に弟のヘンリー・ペラムも戦時大臣として入閣しており、以降ペラム兄弟はホイッグ党の中枢となっていく。
1727年の解散総選挙ではウォルポール首相の参謀として選挙戦を指揮した。政府の機密費を流用して有権者を買収したり、官職を餌に選挙区有力者の取り込みを図るなどした結果、与党は400議席以上の大議席を獲得した（野党トーリー党は128議席、ホイッグ党内反ウォルポール派は15議席）。しかしこうした買収や官職をちらつかせたやり口は野党からは「腐敗」と批判された。

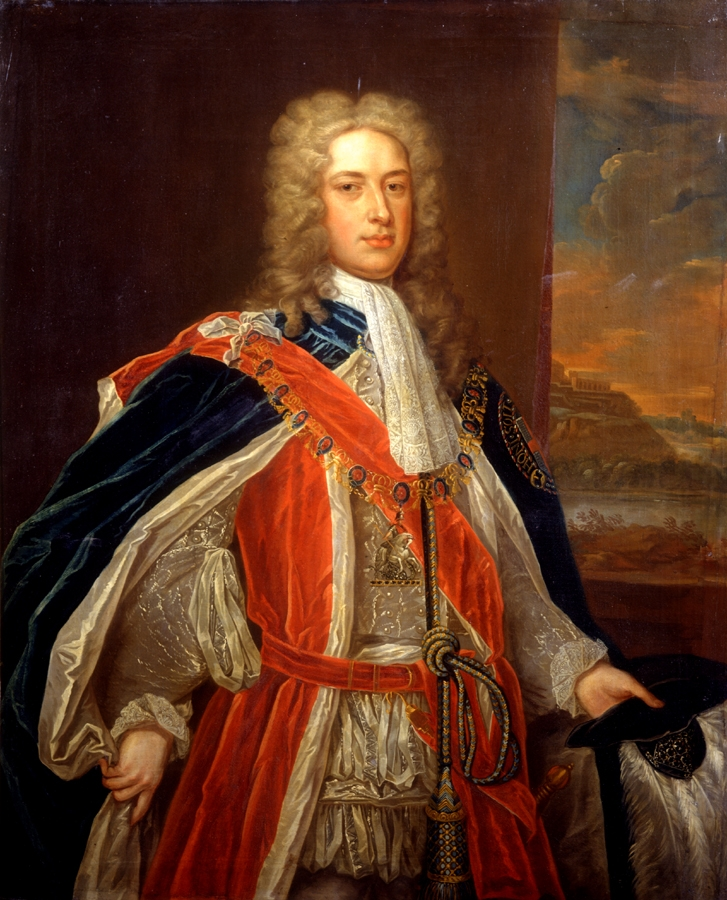
1735年頃のニューカッスル公爵（チャールズ・ジャーヴァス画）

1739年に勃発したジェンキンスの耳の戦争は、ウォルポールにとっては不本意な戦争であり、積極的に戦争指導する意思も薄かったので、ウォルポールの政治力はこの頃から急速に低下した。ニューカッスル公もウォルポールの方針に反対することが増えていった。1740年にウォルポールが第2代ハーヴィー男爵ジョン・ハーヴィーを王璽尚書に任命すると、ニューカッスル公爵は辞任をちらつかせたが、大法官の初代ハードウィック伯爵フィリップ・ヨークが辞任を破棄させた。1741年の解散総選挙では与野党の議席差が20議席まで縮まったことでウォルポールの権威は更に低下。1742年2月に至ってウォルポール内閣は総辞職を余儀なくされた。
後任の首相となった初代ウィルミントン伯爵スペンサー・コンプトンの内閣にも南部担当国務大臣として留任したが、ニューカッスル公は閣内においてウォルポール前首相を支持する「旧軍団」の閣僚の代表格であったため、内閣の実質的な中枢だった反ウォルポール派のカートレット男爵とは相いれなかった。

### 弟ヘンリーを支える
1743年にウィルミントン伯爵が病死すると、弟ヘンリー・ペラムが首相となる。ニューカッスル公は引き続き南部担当国務大臣として残留し、弟の政権を支えた。
オーストリア継承戦争をめぐって親ハノーファー政策を主張するカートレット男爵（1744年、グランヴィル伯爵を継承）とそれに反対するペラム兄弟の対立が深刻化し、ペラム兄弟は1744年にグランヴィル伯爵更迭を求める上奏文を国王ジョージ2世に提出した。国王はグランヴィル伯爵の更迭を避けたがっていたが、ペラム兄弟の意思が固いと知ると、しぶしぶグランヴィル伯爵を辞職させた。
1748年には北部担当国務大臣に転じている。同年、アーヘンの和約が締結され、オーストリア継承戦争が終結した。ペラムは戦時財政解除を目指して、海軍縮小、土地税率軽減、国債統一、国債利子率上昇などの改革を開始した。ニューカッスル公がその先頭に立ち、改革に反対する閣僚と衝突するようになり、1751年6月には最も鋭く対立したベッドフォード公爵を内閣から追い出すことに貢献した。ベッドフォード公爵が内閣を去った後にはペラム兄弟の権勢を脅かす者はなくなった。
1749年10月26日、王立協会フェローに選出された。

### 第一次ニューカッスル公爵内閣
1754年3月に弟が死去。代わって組閣の大命を受けたのがニューカッスル公だった。しかし彼は貴族院議員であり、庶民院内にパートナーにするほど信頼できる有力者を見つけられなかったので、第一次ニューカッスル公爵内閣は発足当初より不安定だった。
同年に行われた解散総選挙は与党の勝利に終わったものの、11月から招集された議会では、庶民院内に大きな勢力を持つウィリアム・ピット（大ピット。当時陸軍支払長官）やヘンリー・フォックス（当時戦時大臣）が政権内不満分子となって公然と政権批判を展開した。
折しも北アメリカでフレンチ・インディアン戦争が勃発し、イギリスは対仏開戦したが、陸でも海でも敗北した。またヨーロッパ大陸の情勢も不穏になったため、同君連合のハノーファー選帝侯領を守るべく、1755年夏から秋にかけてヘッセン＝カッセル方伯領およびロシア帝国と条約を結んだが、その見返りとしてこの両国に多額の供与金を与えることになったため、この政策は批判された。ニューカッスル公爵は庶民院内の反対勢力を抑え込むべく、同年11月にフォックスを庶民院院内総務に任じて懐柔するとともに、ピットを政府役職から更迭した。
ニューカッスル公爵は外交革命によってヨーロッパでの戦争を防げると楽観視していた。しかし、フランスは1756年5月、トゥーロンに大軍を集結させ、地中海に浮かぶ英領ミノルカ島に上陸させた（セント・フィリップ砦包囲戦）。イギリスは5月17日にフランスに対して宣戦布告した（七年戦争）。しかし、ミノルカ島奪還に派遣されたジョン・ビング率いる艦隊は敗北し（ミノルカ島の海戦）、ミノルカ島は6月28日に占領された。これに世論が激昂し、ニューカッスル公爵とビングに対する批判が高まった。ビング提督は軍法会議にかけられて銃殺刑に処せられた。ニューカッスル公爵はビングに全責任を押しつけ、彼を軍法会議にかけることで保身を図ったが、イギリス軍は北アメリカでも敗戦を重ねたため、批判熱は収まらなかった。内閣に見切りを付けたフォックスは庶民院院内総務を辞職。ニューカッスル公爵は大ピットに協力を要請するも拒否され、総辞職は避けられなくなった。
11月に内閣総辞職、代わって第4代デヴォンシャー公爵ウィリアム・キャヴェンディッシュが首相に就任したが（ピット＝デヴォンシャー公爵内閣）、事実上の指導者は大ピットだった。しかし、ニューカッスル公爵を排除して作られたこの政権は与党内の支持を広げられず、1757年4月に国王から更迭された。

### 第二次ニューカッスル公爵内閣
デヴォンシャー公爵の後継をめぐってはニューカッスル公爵とフォックスの間で争いがあったが、ニューカッスル公爵は更迭された大ピットと手を組むことで庶民院における基盤を確立し、フォックスとの競争に競り勝った。ヨーロッパと北米大陸で戦争をかかえたイギリス国内政治に安定をもたらすためには、貴族院勢力をもつニューカッスル公爵と、庶民院独立派にも影響力をもち、英国民からの絶大な人気を集める大ピットが連合するしかなかった。1757年6月末にニューカッスル公爵は組閣の大命を受け、第二次ニューカッスル公爵内閣が成立する運びとなった。同内閣においてニューカッスル公爵は、国王や議会から安定した支持を確保することで軍事費を調達する役割を担い、七年戦争の戦争指導は国務大臣の大ピットが担っていた。
七年戦争において、イギリスは「軍事の天才」といわれたプロイセン王国の大王フリードリヒ2世と手を組んだ。ヨーロッパ大陸においてハノーファーを守りながらオーストリア（ハプスブルク帝国）やロシア帝国と戦うのはプロイセン陸軍にまかせ、イギリスは海軍力を駆使して北アメリカ大陸、西インド諸島、インド亜大陸などにおいてフランス勢力と対峙した。ニューカッスル公爵と大ピットの2人は協力して七年戦争の遂行に全力を注ぎ、フランスの植民地の制圧に大きく貢献した。1758年には破竹の勢いのプロイセンに年間67万ポンドもの軍資金を送り、翌1759年にはイギリスが世界各地でフランスを打ち破って、この年は「奇跡の年（Annus Mirabilis、アヌス・ミラビリス）」と呼ばれた。しかし、これをピークにプロイセンのヨーロッパ大陸での勢いは止まり、彼らの人気はカナダにおけるフランスの根拠地であるケベックを占領したこの年以降はしだいに下降に転じていった。
さらに、ジョージ2世が1760年に崩御、孫のジョージ3世が即位すると、その家庭教師役を務めていた第3代ビュート伯爵ジョン・ステュアートが国務大臣に任じられ、発言力を増した。国王とビュート伯爵は七年戦争の早期講和を目指しており、完全勝利まで戦争続行を主張する大ピットと対立を深めた。1761年8月にフランスとスペインが同盟を締結すると、大ピットはスペインにも宣戦布告することを要求したが、国王とビュート伯爵はそれに反対した。ニューカッスル公爵も財政が持たないことと国民の厭戦気分が高まっている事を理由にスペインとの開戦には反対、孤立した大ピットは10月に辞職した。
大ピットが閣内を去るとビュート伯爵の権勢は更に増し、ニューカッスル公爵も閣内で孤立しはじめた。スペインとは結局1762年1月に戦争になったが、ビュート伯爵はその戦費を捻出するためにニューカッスル公爵のプロイセンへの供与金続行案に反対した。ニューカッスル公爵にビュート伯爵を押しとどめる力はもはやなく、プロイセンへの供与金廃止が決定されるに及んで5月に辞職した。後任の首相にはビュート伯爵が就任した。1762年末までにニューカッスル公に近い政治家はほとんどが政府役職を更迭されている。

### 晩年
国王の重臣によってニューカッスル公爵が下野させられたことは、ホイッグ党の議会政治家の間に議会政治の危機という意識を高めさせた。12月23日にはニューカッスル派の議員たちがニューカッスル公爵の甥の家に集まり、以降定期的な会合を行うことを取り決めた。ニューカッスル公爵自身はそうした会合に反対していたため、会合の議長にはニューカッスル派貴族院議員ロッキンガム侯爵が就任した。これがロッキンガム・ホイッグ党のはじまりであった。
1763年中にはニューカッスル派内におけるロッキンガム侯爵の権威が増し、逆にニューカッスル公爵の権威は弱まった。さらに1764年にはニューカッスル公爵の盟友デヴォンシャー公爵とハードウィック伯爵が死去したため、ニューカッスル公爵の指導力はほぼ失われた。
一方、議会政治を危機に陥れる形で首相となったビュート伯爵は批判にさらされたため、ビュート伯爵内閣と続くジョージ・グレンヴィル内閣（ビュート伯爵の影響大）は短期間で総辞職に追い込まれた。1765年7月には第1次ロッキンガム侯爵内閣が発足する運びとなった。70歳を越えていたニューカッスル公爵は要職ではない王璽尚書として同内閣に入閣している。ロッキンガム侯爵内閣期においては1765年印紙法の廃止を支持した。
1768年初に卒中をおこした後、健康が悪化の一途を辿り、11月17日にリンカーンズ・イン・フィールズの自宅で死去した。ロートンの教区教会に埋葬された。8年後に妻が没すると、同じくロートンで埋葬された。
妻との間で子供は無かった。特別継承権（Special remainder）により、ニューカッスル＝アンダー＝ライン公爵位が甥（妹ルーシーと第7代リンカーン伯爵ヘンリー・クリントンの息子）の第9代リンカーン伯爵ヘンリー・クリントン、スタンマーのペラム男爵位が従甥にあたるトマス・ペラム（後のチチェスター伯爵）が継承したが、それ以外の爵位は全て廃絶した。

## 人物
英国人名事典によると、演説は流暢だったが、散漫でもあった。政治家としては権力の維持に執心だったものの、当時としては誠実な人物であり、また清廉でもあった。敬虔で地主としても優しかったとされる。
ニューカッスル公爵を敵視したホレス・ウォルポールもまた、彼は「生まれつきの卑劣者ではない」(not naturally despicable)という評価だったが、英国人名事典は、公爵は学問がなく、常識についても無知であると酷評した。グレゴリオ暦の採用（1752年）をめぐり第4代チェスターフィールド伯爵フィリップ・スタンホープに一任した、ケープ・ブレトン占領の報せを聞いてようやくケープ・ブレトンが島であることを知った、あるいは、アナポリスロイヤルが戦略の要地であるという意見を表明したがそもそもその位置を知らなかった、といったエピソードが伝えられる。

## 栄典

### 爵位・準男爵位
- 1712年2月23日、第2代ロートンのペラム男爵（1706年創設イングランド貴族爵位）[10]
- 1712年2月23日、第6代ロートンのペラム准男爵（1611年創設イングランド准男爵位）[10][40]
- 1714年10月19日、初代クレア伯爵（グレートブリテン貴族爵位）[4][6][注釈 3]
- 1714年10月19日、初代ホートン子爵（グレートブリテン貴族爵位）[4][注釈 3]
- 1715年8月11日、初代ニューカッスル＝アポン＝タイン公爵（グレートブリテン貴族爵位）[4][注釈 3]
- 1715年8月11日、初代クレア侯爵（グレートブリテン貴族爵位）[4][注釈 3]
- 1756年11月17日、初代ニューカッスル＝アンダー＝ライン公爵（グレートブリテン貴族爵位）[4][注釈 4]
- 1762年5月4日、初代スタンマーのペラム男爵（グレートブリテン貴族爵位）[4][6][注釈 5]

### 勲章
- 1718年4月30日、ガーター勲章士（KG）[5]

### 名誉職その他
- 1714年 - 1762年、ミドルセックス統監（英語版）[6]
- 1714年 - 1763年、1765年 - 1768年、ノッティンガムシャー統監（英語版）[6]
- 1715年1月15日 - 1768年11月17日、サセックス海軍次官（英語版）[8]
- 1717年、枢密顧問官（PC）[6]
- 1721年12月21日、ロンドン・チャーターハウス理事(Governor)[5]
- 1726年4月、ノッティンガム市裁判所判事（英語版）[5]
- 1733年、ウェストミンスター・スクール理事(Trustee)[5]
- 1737年7月、ケンブリッジ大学総長補佐（英語版）(High Steward)[5]
- 1748年12月14日 - 1768年、ケンブリッジ大学学長（英語版）[5]
- 1749年10月26日、王立協会フェロー（FRS）[20]
- 1761年 - 1762年、サセックス統監（英語版）[41]
- フリーメイソン[42]